# Lista över svenska kommunblock
Som en förberedelse inför kommunreformen 1971 grupperades Sveriges 1006 dåvarande kommuner den 1 januari 1964 i 282 kommunblock. Detta är en lista över Sveriges kommunblock som de såg ut vid införandet, ordnade efter den dåvarande länsindelningen. 

## Stockholms stad
| Kod  | Kommunblock | A-region             | Motsvarar idag    | Anmärkning |
| ---- | ----------- | -------------------- | ----------------- | ---------- |
| 0101 | Stockholm   | Stockholm/Södertälje | Stockholms kommun |            |

## Stockholms län
I samband med förenandet av Stockholms stad med Stockholms län 1968 kodändrades samtliga kommunblock i länet.
| Kod  | Kommunblock         | A-region             | Motsvarar idag                                                             | Anmärkning |
| ---- | ------------------- | -------------------- | -------------------------------------------------------------------------- | --- |
| 0201 | Östhammar           | Uppsala              | Östhammars kommun (del av)                                                 | Kodändrades 1968 till 0125 Utvidgades 1970 Utvidgades och kodändrades 1971 till 0308 Namnändrades 1972 till Nordostblocket Namnändrades 1973 till Östhammar |
| 0202 | Hallstavik          | Norrtälje            | Norrtälje kommun (del av)                                                  | Kodändrades 1968 till 0102 Införlivades 1970 med Norrtälje                                                                                                  |
| 0203 | Norrtälje           | Norrtälje            | Norrtälje kommun (del av)                                                  | Kodändrades 1968 till 0103 Utvidgades 1970 |
| 0204 | Rimbo               | Norrtälje            | Norrtälje kommun (del av) Uppsala kommun (del av)                          | Kodändrades 1968 till 0104 Delades 1970 mellan Norrtälje och Uppsala                                                                                        |
| 0205 | Märsta              | Stockholm/Södertälje | Sigtuna kommun                                                             | Kodändrades 1968 till 0105 Namnändrades 1971 till Sigtuna                                                                                                   |
| 0206 | Vallentuna          | Stockholm/Södertälje | Vallentuna kommun                                                          | Kodändrades 1968 till 0106 |
| 0207 | Åkersberga          | Stockholm/Södertälje | Österåkers kommun (del av)                                                 | Kodändrades 1968 till 0107 Införlivades 1971 med Vaxholm |
| 0208 | Vaxholm             | Stockholm/Södertälje | Vaxholms kommun Österåkers kommun (del av)                                 | Kodändrades 1968 till 0108 Utvidgades och namnändrades 1971 till Vaxholm/Österåker Namnändrades 1973 till Vaxholm                                           |
| 0209 | Upplands-Väsby      | Stockholm/Södertälje | Upplands Väsby kommun                                                      | Kodändrades 1968 till 0109 |
| 0210 | Jakobsberg          | Stockholm/Södertälje | Järfälla kommun                                                            | Kodändrades 1968 till 0110 Namnändrades 1971 till Järfälla                                                                                                  |
| 0211 | Sollentuna          | Stockholm/Södertälje | Sollentuna kommun                                                          | Kodändrades 1968 till 0111 |
| 0212 | Solna-Sundbyberg    | Stockholm/Södertälje | Solna kommun Sundbybergs kommun                                            | Kodändrades 1968 till 0112 Upplöstes 1974 utan kommunbildning                                                                                               |
| 0213 | Träkvista-Tappström | Stockholm/Södertälje | Ekerö kommun                                                               | Kodändrades 1968 till 0113 Namnändrades 1971 till Ekerö |
| 0214 | Roslags-Näsby       | Stockholm/Södertälje | Täby kommun                                                                | Kodändrades 1968 till 0114 Namnändrades 1971 till Täby |
| 0215 | Danderyd            | Stockholm/Södertälje | Danderyds kommun                                                           | Kodändrades 1968 till 0115 |
| 0216 | Lidingö             | Stockholm/Södertälje | Lidingö kommun                                                             | Kodändrades 1968 till 0116 |
| 0217 | Gustavsberg         | Stockholm/Södertälje | Värmdö kommun                                                              | Kodändrades 1968 till 0117 Namnändrades 1973 till Värmdö |
| 0218 | Nacka               | Stockholm/Södertälje | Nacka kommun                                                               | Kodändrades 1968 till 0118 |
| 0219 | Bollmora            | Stockholm/Södertälje | Tyresö kommun                                                              | Kodändrades 1968 till 0119 Namnändrades 1971 till Tyresö |
| 0220 | Handen              | Stockholm/Södertälje | Haninge kommun                                                             | Kodändrades 1968 till 0120 Namnändrades 1971 till Haninge                                                                                                   |
| 0221 | Huddinge            | Stockholm/Södertälje | Huddinge kommun                                                            | Kodändrades 1968 till 0121 |
| 0222 | Tumba               | Stockholm/Södertälje | Botkyrka kommun                                                            | Kodändrades 1968 till 0122 Namnändrades 1971 till Botkyrka Utvidgades och namnändrades 1972 till Botkyrka/Salem Namnändrades 1973 till Botkyrka             |
| 0223 | Nynäshamn           | Stockholm/Södertälje | Nynäshamns kommun                                                          | Kodändrades 1968 till 0123 |
| 0224 | Södertälje          | Stockholm/Södertälje | Gnesta kommun Nykvarns kommun Salems kommun Södertälje kommun Trosa kommun | Kodändrades 1968 till 0124 Minskades 1972 |

## Uppsala län
| Kod  | Kommunblock         | A-region             | Motsvarar idag                                     | Anmärkning                                                                     |
| ---- | ------------------- | -------------------- | -------------------------------------------------- | ------------------------------------------------------------------------------ |
| 0301 | Kungsängen          | Stockholm/Södertälje | Upplands-Bro kommun                                | Namnändrades och kodändrades 1971 till Upplands-Bro med kod 0126.              |
| 0302 | Enköping            | Enköping             | Enköpings kommun Håbo kommun                       | Uppdelades 1973 på Enköping (kod 0302) och Håbo (kod 0309)                     |
| 0303 | Uppsala             | Uppsala              | Uppsala kommun (del av) Knivsta kommun             | Utvidgades 1970                                                                |
| 0304 | Alunda              | Uppsala              | Uppsala kommun (del av) Östhammars kommun (del av) | Delades mellan Uppsala och Östhammar 1970                                      |
| 0305 | Örbyhus-Österbybruk | Uppsala              | Tierps kommun (del av) Östhammars kommun (del av)  | Minskades och namnändrades 1970 till Dannemora Införlivades 1971 med Östhammar |
| 0306 | Tierp               | Gävle/Sandviken      | Tierps kommun (del av)                             | Utvidgades 1970                                                                |
| 0307 | Skutskär            | Gävle/Sandviken      | Älvkarleby kommun                                  | Namnändrades 1971 till Älvkarleby                                              |

## Södermanlands län
| Kod  | Kommunblock | A-region    | Motsvarar idag      | Anmärkning      |
| ---- | ----------- | ----------- | ------------------- | --------------- |
| 0401 | Nyköping    | Nyköping    | Nyköpings kommun    | Utvidgades 1972 |
| 0402 | Oxelösund   | Nyköping    | Oxelösunds kommun   |                 |
| 0403 | Katrineholm | Katrineholm | Katrineholms kommun |                 |
| 0404 | Vingåker    | Katrineholm | Vingåkers kommun    |                 |
| 0405 | Eskilstuna  | Eskilstuna  | Eskilstuna kommun   |                 |
| 0406 | Strängnäs   | Eskilstuna  | Strängnäs kommun    |                 |
| 0407 | Flen        | Katrineholm | Flens kommun        |                 |

## Östergötlands län
| Kod  | Kommunblock  | A-region      | Motsvarar idag                | Anmärkning                   |
| ---- | ------------ | ------------- | ----------------------------- | ---------------------------- |
| 0501 | Motala       | Mjölby/Motala | Motala kommun Vadstena kommun |                              |
| 0502 | Mjölby       | Mjölby/Motala | Mjölby kommun                 |                              |
| 0503 | Ödeshög      | Mjölby/Motala | Ödeshögs kommun               |                              |
| 0504 | Boxholm      | Mjölby/Motala | Boxholms kommun               |                              |
| 0505 | Österbymo    | Tranås        | Ydre kommun                   | Namnändrades 1971 till Ydre  |
| 0506 | Kisa         | Linköping     | Kinda kommun                  | Namnändrades 1973 till Kinda |
| 0507 | Åtvidaberg   | Linköping     | Åtvidabergs kommun            |                              |
| 0508 | Linköping    | Linköping     | Linköpings kommun             |                              |
| 0509 | Finspång     | Norrköping    | Finspångs kommun              |                              |
| 0510 | Norrköping   | Norrköping    | Norrköpings kommun            |                              |
| 0511 | Söderköping  | Norrköping    | Söderköpings kommun           |                              |
| 0512 | Valdemarsvik | Norrköping    | Valdemarsviks kommun          |                              |

## Jönköpings län
| Kod  | Kommunblock           | A-region              | Motsvarar idag            | Anmärkning                                                                           |
| ---- | --------------------- | --------------------- | ------------------------- | ------------------------------------------------------------------------------------ |
| 0601 | Jönköping             | Jönköping             | Jönköpings kommun         |                                                                                      |
| 0602 | Tranås                | Tranås                | Tranås kommun             |                                                                                      |
| 0603 | Aneby                 | Tranås                | Aneby kommun              |                                                                                      |
| 0604 | Nässjö                | Eksjö/Nässjö/Vetlanda | Nässjö kommun             |                                                                                      |
| 0605 | Eksjö                 | Eksjö/Nässjö/Vetlanda | Eksjö kommun              |                                                                                      |
| 0606 | Vetlanda              | Eksjö/Nässjö/Vetlanda | Vetlanda kommun           |                                                                                      |
| 0607 | Sävsjö                | Eksjö/Nässjö/Vetlanda | Sävsjö kommun             |                                                                                      |
| 0608 | Vaggeryd-Skillingaryd | Jönköping             | Vaggeryds kommun          | Namnändrades 1971 till Vaggeryd                                                      |
| 0609 | Värnamo               | Värnamo               | Värnamo kommun            |                                                                                      |
| 0610 | Gnosjö                | Värnamo               | Gnosjö kommun             |                                                                                      |
| 0611 | Gislaved              | Värnamo               | Gislaveds kommun (del av) | Utvidgades 1973                                                                      |
| 0612 | Hyltebruk             | Halmstad              | Hylte kommun              | Utvidgades 1971 Minskades, Namnändrades och kodändrades 1973 till Hylte med kod 1306 |

## Kronobergs län
| Kod  | Kommunblock            | A-region | Motsvarar idag                           | Anmärkning                        |
| ---- | ---------------------- | -------- | ---------------------------------------- | --------------------------------- |
| 0701 | Ljungby                | Ljungby  | Ljungby kommun Gislaveds kommun (del av) | Minskades 1971                    |
| 0702 | Markaryd-Strömsnäsbruk | Ljungby  | Markaryds kommun                         | Namnändrades 1971 till Markaryd   |
| 0703 | Älmhult                | Växjö    | Älmhults kommun                          |                                   |
| 0704 | Alvesta                | Växjö    | Alvesta kommun                           |                                   |
| 0705 | Växjö                  | Växjö    | Växjö kommun                             |                                   |
| 0706 | Tingsryd               | Växjö    | Tingsryds kommun                         |                                   |
| 0707 | Åseda-Lenhovda         | Växjö    | Uppvidinge kommun                        | Namnändrades 1971 till Uppvidinge |
| 0708 | Lessebo                | Växjö    | Lessebo kommun                           |                                   |

## Kalmar län
| Kod  | Kommunblock        | A-region           | Motsvarar idag     | Anmärkning                       |
| ---- | ------------------ | ------------------ | ------------------ | -------------------------------- |
| 0801 | Västervik          | Västervik          | Västerviks kommun  |                                  |
| 0802 | Vimmerby           | Hultsfred/Vimmerby | Vimmerby kommun    |                                  |
| 0803 | Hultsfred-Virserum | Hultsfred/Vimmerby | Hultsfreds kommun  | Namnändrades 1971 till Hultsfred |
| 0804 | Högsby             | Oskarshamn         | Högsby kommun      |                                  |
| 0805 | Oskarshamn         | Oskarshamn         | Oskarshamns kommun |                                  |
| 0806 | Mönsterås          | Oskarshamn         | Mönsterås kommun   |                                  |
| 0807 | Nybro              | Kalmar             | Nybro kommun       |                                  |
| 0808 | Emmaboda           | Kalmar             | Emmaboda kommun    |                                  |
| 0809 | Kalmar             | Kalmar             | Kalmar kommun      |                                  |
| 0810 | Torsås             | Kalmar             | Torsås kommun      |                                  |
| 0811 | Mörbylånga         | Kalmar             | Mörbylånga kommun  |                                  |
| 0812 | Borgholm           | Kalmar             | Borgholms kommun   |                                  |

## Gotlands län
| Kod  | Kommunblock | A-region | Motsvarar idag  | Anmärkning                     |
| ---- | ----------- | -------- | --------------- | ------------------------------ |
| 0901 | Visby       | Visby    | Gotlands kommun | Namnändrades 1971 till Gotland |

## Blekinge län
| Kod  | Kommunblock | A-region   | Motsvarar idag     | Anmärkning |
| ---- | ----------- | ---------- | ------------------ | ---------- |
| 1001 | Karlskrona  | Karlskrona | Karlskrona kommun  |            |
| 1002 | Ronneby     | Karlskrona | Ronneby kommun     |            |
| 1003 | Karlshamn   | Karlshamn  | Karlshamns kommun  |            |
| 1004 | Sölvesborg  | Karlshamn  | Sölvesborgs kommun |            |
| 1005 | Olofström   | Karlshamn  | Olofströms kommun  |            |

## Kristianstads län
| Kod  | Kommunblock  | A-region               | Motsvarar idag       | Anmärkning                          |
| ---- | ------------ | ---------------------- | -------------------- | ----------------------------------- |
| 1101 | Simrishamn   | Ystad/Simrishamn       | Simrishamns kommun   |                                     |
| 1102 | Tomelilla    | Ystad/Simrishamn       | Tomelilla kommun     |                                     |
| 1103 | Kristianstad | Kristianstad           | Kristianstads kommun |                                     |
| 1104 | Bromölla     | Kristianstad           | Bromölla kommun      |                                     |
| 1105 | Broby        | Kristianstad           | Östra Göinge kommun  | Namnändrades 1973 till Östra Göinge |
| 1106 | Osby         | Hässleholm             | Osby kommun          |                                     |
| 1107 | Hässleholm   | Hässleholm             | Hässleholms kommun   |                                     |
| 1108 | Perstorp     | Hässleholm             | Perstorps kommun     |                                     |
| 1109 | Klippan      | Hälsingborg/Landskrona | Klippans kommun      |                                     |
| 1110 | Örkelljunga  | Ängelholm              | Örkelljunga kommun   |                                     |
| 1111 | Åstorp       | Hälsingborg/Landskrona | Åstorps kommun       |                                     |
| 1112 | Ängelholm    | Ängelholm              | Ängelholms kommun    |                                     |
| 1113 | Båstad       | Ängelholm              | Båstads kommun       |                                     |

## Malmöhus län
| Kod  | Kommunblock | A-region               | Motsvarar idag                                                           | Anmärkning                         |
| ---- | ----------- | ---------------------- | ------------------------------------------------------------------------ | ---------------------------------- |
| 1201 | Höganäs     | Hälsingborg/Landskrona | Höganäs kommun                                                           |                                    |
| 1202 | Hälsingborg | Hälsingborg/Landskrona | Helsingborgs kommun                                                      | Namnändrades 1971 till Helsingborg |
| 1203 | Bjuv        | Hälsingborg/Landskrona | Bjuvs kommun                                                             |                                    |
| 1204 | Landskrona  | Hälsingborg/Landskrona | Landskrona kommun                                                        |                                    |
| 1205 | Svalöv      | Hälsingborg/Landskrona | Svalövs kommun                                                           |                                    |
| 1206 | Kävlinge    | Malmö/Lund/Trelleborg  | Kävlinge kommun                                                          |                                    |
| 1207 | Lund        | Malmö/Lund/Trelleborg  | Lunds kommun Staffanstorps kommun (del av)                               |                                    |
| 1208 | Lomma       | Malmö/Lund/Trelleborg  | Lomma kommun                                                             |                                    |
| 1209 | Malmö       | Malmö/Lund/Trelleborg  | Malmö kommun Burlövs kommun Svedala kommun Staffanstorps kommun (del av) | Upplöstes 1977 utan kommunbildning |
| 1210 | Vellinge    | Malmö/Lund/Trelleborg  | Vellinge kommun                                                          |                                    |
| 1211 | Trelleborg  | Malmö/Lund/Trelleborg  | Trelleborgs kommun                                                       |                                    |
| 1212 | Skurup      | Ystad/Simrishamn       | Skurups kommun                                                           |                                    |
| 1213 | Ystad       | Ystad/Simrishamn       | Ystads kommun                                                            |                                    |
| 1214 | Sjöbo       | Ystad/Simrishamn       | Sjöbo kommun                                                             |                                    |
| 1215 | Eslöv       | Eslöv                  | Eslövs kommun                                                            |                                    |
| 1216 | Hörby       | Eslöv                  | Hörby kommun                                                             |                                    |
| 1217 | Höör        | Eslöv                  | Höörs kommun                                                             |                                    |

## Hallands län
| Kod  | Kommunblock | A-region           | Motsvarar idag     | Anmärkning |
| ---- | ----------- | ------------------ | ------------------ | ---------- |
| 1301 | Halmstad    | Halmstad           | Halmstads kommun   |            |
| 1302 | Laholm      | Halmstad           | Laholms kommun     |            |
| 1303 | Falkenberg  | Falkenberg/Varberg | Falkenbergs kommun |            |
| 1304 | Varberg     | Falkenberg/Varberg | Varbergs kommun    |            |
| 1305 | Kungsbacka  | Göteborg           | Kungsbacka kommun  |            |

## Göteborgs och Bohus län
| Kod  | Kommunblock | A-region  | Motsvarar idag      | Anmärkning                                                      |
| ---- | ----------- | --------- | ------------------- | --------------------------------------------------------------- |
| 1401 | Mölnlycke   | Göteborg  | Härryda kommun      | Namnändrades 1971 till Härryda                                  |
| 1402 | Partille    | Göteborg  | Partille kommun     |                                                                 |
| 1403 | Mölndal     | Göteborg  | Mölndals kommun     |                                                                 |
| 1404 | Göteborg    | Göteborg  | Göteborgs kommun    |                                                                 |
| 1405 | Öckerö      | Göteborg  | Öckerö kommun       |                                                                 |
| 1406 | Kungälv     | Göteborg  | Kungälvs kommun     |                                                                 |
| 1407 | Stenungsund | Göteborg  | Stenungsunds kommun |                                                                 |
| 1408 | Tjörn       | Göteborg  | Tjörns kommun       | Namnändrades till Tjörn (Skärhamn) Namnändrades 1971 till Tjörn |
| 1409 | Orust       | Uddevalla | Orusts kommun       |                                                                 |
| 1410 | Uddevalla   | Uddevalla | Uddevalla kommun    |                                                                 |
| 1411 | Lysekil     | Uddevalla | Lysekils kommun     |                                                                 |
| 1412 | Gravarne    | Uddevalla | Sotenäs kommun      | Namnändrades 1973 till Sotenäs                                  |
| 1413 | Munkedal    | Uddevalla | Munkedals kommun    |                                                                 |
| 1414 | Tanumshede  | Uddevalla | Tanums kommun       | Namnändrades 1971 till Tanum                                    |
| 1415 | Strömstad   | Uddevalla | Strömstads kommun   |                                                                 |

## Älvsborgs län
| Kod  | Kommunblock | A-region               | Motsvarar idag                                | Anmärkning                         |
| ---- | ----------- | ---------------------- | --------------------------------------------- | ---------------------------------- |
| 1501 | Åmål        | Säffle/Åmål            | Åmåls kommun                                  |                                    |
| 1502 | Bengtsfors  | Säffle/Åmål            | Bengtsfors kommun Dals-Eds kommun             | Upplöstes 1977 utan kommunbildning |
| 1503 | Färgelanda  | Uddevalla              | Färgelanda kommun                             |                                    |
| 1504 | Mellerud    | Trollhättan/Vänersborg | Melleruds kommun                              |                                    |
| 1505 | Vänersborg  | Trollhättan/Vänersborg | Vänersborgs kommun                            |                                    |
| 1506 | Trollhättan | Trollhättan/Vänersborg | Trollhättans kommun (del av)                  | Utvidgades 1971                    |
| 1507 | Lilla Edet  | Trollhättan/Vänersborg | Lilla Edets kommun                            |                                    |
| 1508 | Surte       | Göteborg               | Ale kommun                                    |                                    |
| 1509 | Lerum       | Göteborg               | Lerums kommun                                 |                                    |
| 1510 | Alingsås    | Göteborg               | Alingsås kommun (del av)                      | Utvidgades 1971                    |
| 1511 | Vårgårda    | Göteborg               | Vårgårda kommun                               |                                    |
| 1512 | Herrljunga  | Borås                  | Herrljunga kommun                             |                                    |
| 1513 | Ulricehamn  | Borås                  | Ulricehamns kommun Falköpings kommun (del av) | Minskades 1970                     |
| 1514 | Tranemo     | Borås                  | Tranemo kommun                                |                                    |
| 1515 | Svenljunga  | Borås                  | Svenljunga kommun                             |                                    |
| 1516 | Kinna       | Borås                  | Marks kommun                                  | Namnändrades 1971 till Mark        |
| 1517 | Borås       | Borås                  | Borås kommun Bollebygds kommun                |                                    |

## Skaraborgs län
| Kod  | Kommunblock | A-region               | Motsvarar idag                                                       | Anmärkning                                         |
| ---- | ----------- | ---------------------- | -------------------------------------------------------------------- | -------------------------------------------------- |
| 1601 | Grästorp    | Trollhättan/Vänersborg | Grästorps kommun                                                     |                                                    |
| 1602 | Nossebro    | Trollhättan/Vänersborg | Essunga kommun Alingsås kommun (del av) Trollhättans kommun (del av) | Delades 1971 mellan Vara, Alingsås och Trollhättan |
| 1603 | Vara        | Lidköping/Skara        | Vara kommun                                                          | Utvidgades 1971                                    |
| 1604 | Lidköping   | Lidköping/Skara        | Lidköpings kommun                                                    |                                                    |
| 1605 | Götene      | Lidköping/Skara        | Götene kommun                                                        |                                                    |
| 1606 | Skara       | Lidköping/Skara        | Skara kommun                                                         |                                                    |
| 1607 | Falköping   | Falköping              | Falköpings kommun (del av)                                           | Utvidgades 1970                                    |
| 1608 | Habo        | Jönköping              | Habo kommun Mullsjö kommun                                           | Upplöstes 1980 utan kommunbildning                 |
| 1609 | Tidaholm    | Falköping              | Tidaholms kommun                                                     |                                                    |
| 1610 | Hjo         | Skövde                 | Hjo kommun                                                           |                                                    |
| 1611 | Tibro       | Skövde                 | Tibro kommun                                                         |                                                    |
| 1612 | Karlsborg   | Skövde                 | Karlsborgs kommun                                                    |                                                    |
| 1613 | Skövde      | Skövde                 | Skövde kommun                                                        |                                                    |
| 1614 | Töreboda    | Mariestad              | Töreboda kommun                                                      |                                                    |
| 1615 | Mariestad   | Mariestad              | Mariestads kommun                                                    |                                                    |
| 1616 | Gullspång   | Mariestad              | Gullspångs kommun                                                    | Utvidgades 1971                                    |

## Värmlands län
| Kod  | Kommunblock  | A-region     | Motsvarar idag                                 | Anmärkning                                                          |
| ---- | ------------ | ------------ | ---------------------------------------------- | ------------------------------------------------------------------- |
| 1701 | Kristinehamn | Kristinehamn | Kristinehamns kommun                           | Minskades 1971                                                      |
| 1702 | Storfors     | Kristinehamn | Storfors kommun                                |                                                                     |
| 1703 | Filipstad    | Kristinehamn | Filipstads kommun                              |                                                                     |
| 1704 | Karlstad     | Karlstad     | Karlstads kommun                               |                                                                     |
| 1705 | Skoghall     | Karlstad     | Hammarö kommun                                 | Namnändrades 1971 till Hammarö                                      |
| 1706 | Kil          | Karlstad     | Kils kommun                                    |                                                                     |
| 1707 | Forshaga     | Karlstad     | Forshaga kommun                                |                                                                     |
| 1708 | Grums        | Karlstad     | Grums kommun                                   |                                                                     |
| 1709 | Säffle       | Säffle/Åmål  | Säffle kommun                                  |                                                                     |
| 1710 | Årjäng       | Arvika       | Årjängs kommun                                 |                                                                     |
| 1711 | Åmotfors     | Arvika       | Eda kommun                                     | Namnändrades 1971 till Eda                                          |
| 1712 | Arvika       | Arvika       | Arvika kommun                                  |                                                                     |
| 1713 | Sunne        | Karlstad     | Sunne kommun                                   |                                                                     |
| 1714 | Torsby       | Karlstad     | Torsby kommun (del av)                         | Utvidgades 1973                                                     |
| 1715 | Sysslebäck   | Karlstad     | Torsby kommun (del av)                         | Namnändrades 1971 till Finnskoga-Dalby Införlivades 1973 med Torsby |
| 1716 | Kyrkheden    | Karlstad     | Hagfors kommun (del av) Torsby kommun (del av) | Delades 1973 mellan Hagfors och Torsby                              |
| 1717 | Hagfors      | Karlstad     | Hagfors kommun (del av)                        | Utvidgades 1973                                                     |
| 1718 | Munkfors     | Karlstad     | Munkfors kommun                                |                                                                     |

## Örebro län
| Kod  | Kommunblock | A-region   | Motsvarar idag                                                          | Anmärkning                                      |
| ---- | ----------- | ---------- | ----------------------------------------------------------------------- | ----------------------------------------------- |
| 1801 | Örebro      | Örebro     | Örebro kommun (del av) Lekebergs kommun                                 | Utvidgades 1970                                 |
| 1802 | Kumla       | Örebro     | Kumla kommun (del av)                                                   | Utvidgades 1970                                 |
| 1803 | Hallsberg   | Örebro     | Hallsbergs kommun (del av)                                              | Utvidgades 1970                                 |
| 1804 | Pålsboda    | Örebro     | Hallsbergs kommun (del av) Kumla kommun (del av) Örebro kommun (del av) | Delades 1970 mellan Hallsberg, Kumla och Örebro |
| 1805 | Askersund   | Örebro     | Askersunds kommun                                                       |                                                 |
| 1806 | Laxå        | Örebro     | Laxå kommun                                                             |                                                 |
| 1807 | Degerfors   | Karlskoga  | Degerfors kommun                                                        |                                                 |
| 1808 | Karlskoga   | Karlskoga  | Karlskoga kommun                                                        |                                                 |
| 1809 | Nora        | Lindesberg | Nora kommun                                                             |                                                 |
| 1810 | Hällefors   | Lindesberg | Hällefors kommun                                                        |                                                 |
| 1811 | Lindesberg  | Lindesberg | Lindesbergs kommun                                                      |                                                 |
| 1812 | Kopparberg  | Lindesberg | Ljusnarsbergs kommun                                                    | Namnändrades 1971 till Ljusnarsberg             |

## Västmanlands län
| Kod  | Kommunblock     | A-region | Motsvarar idag                                 | Anmärkning      |
| ---- | --------------- | -------- | ---------------------------------------------- | --------------- |
| 1901 | Västerås        | Västerås | Västerås kommun (del av)                       | Utvidgades 1971 |
| 1902 | Hallstahammar   | Västerås | Hallstahammars kommun Västerås kommun (del av) | Minskades 1971  |
| 1903 | Surahammar      | Västerås | Surahammars kommun                             |                 |
| 1904 | Köping          | Köping   | Köpings kommun                                 |                 |
| 1905 | Kungsör         | Köping   | Kungsörs kommun                                |                 |
| 1906 | Arboga          | Köping   | Arboga kommun                                  |                 |
| 1907 | Fagersta        | Fagersta | Fagersta kommun                                |                 |
| 1908 | Skinnskatteberg | Fagersta | Skinnskattebergs kommun                        |                 |
| 1909 | Norberg         | Fagersta | Norbergs kommun                                |                 |
| 1910 | Sala            | Sala     | Sala kommun                                    |                 |
| 1911 | Heby            | Sala     | Heby kommun                                    |                 |

## Kopparbergs län
| Kod  | Kommunblock  | A-region        | Motsvarar idag       | Anmärkning                    |
| ---- | ------------ | --------------- | -------------------- | ----------------------------- |
| 2001 | Falun        | Borlänge/Falun  | Falu kommun          |                               |
| 2002 | Borlänge     | Borlänge/Falun  | Borlänge kommun      |                               |
| 2003 | Mockfjärd    | Borlänge/Falun  | Gagnefs kommun       | Namnändrades 1971 till Gagnef |
| 2004 | Säter        | Borlänge/Falun  | Säters kommun        |                               |
| 2005 | Hedemora     | Avesta/Hedemora | Hedemora kommun      |                               |
| 2006 | Avesta       | Avesta/Hedemora | Avesta kommun        |                               |
| 2007 | Ludvika      | Ludvika         | Ludvika kommun       |                               |
| 2008 | Smedjebacken | Ludvika         | Smedjebackens kommun |                               |
| 2009 | Vansbro      | Borlänge/Falun  | Vansbro kommun       |                               |
| 2010 | Malung       | Mora            | Malung-Sälens kommun |                               |
| 2011 | Leksand      | Borlänge/Falun  | Leksands kommun      |                               |
| 2012 | Rättvik      | Borlänge/Falun  | Rättviks kommun      |                               |
| 2013 | Mora         | Mora            | Mora kommun          |                               |
| 2014 | Orsa         | Mora            | Orsa kommun          |                               |
| 2015 | Älvdalen     | Mora            | Älvdalens kommun     |                               |

## Gävleborgs län
| Kod  | Kommunblock | A-region           | Motsvarar idag                           | Anmärkning                        |
| ---- | ----------- | ------------------ | ---------------------------------------- | --------------------------------- |
| 2101 | Gävle       | Gävle/Sandviken    | Gävle kommun                             |                                   |
| 2102 | Sandviken   | Gävle/Sandviken    | Sandvikens kommun                        |                                   |
| 2103 | Hofors      | Gävle/Sandviken    | Hofors kommun                            |                                   |
| 2104 | Ockelbo     | Gävle/Sandviken    | Ockelbo kommun                           |                                   |
| 2105 | Söderhamn   | Bollnäs/Söderhamn  | Söderhamns kommun                        |                                   |
| 2106 | Bollnäs     | Bollnäs/Söderhamn  | Bollnäs kommun Ovanåkers kommun (del av) |                                   |
| 2107 | Edsbyn      | Bollnäs/Söderhamn  | Ovanåkers kommun (del av)                | Namnändrades 1971 till Ovanåker   |
| 2108 | Ljusdal     | Hudiksvall/Ljusdal | Ljusdals kommun                          |                                   |
| 2109 | Hudiksvall  | Hudiksvall/Ljusdal | Hudiksvalls kommun                       |                                   |
| 2110 | Bergsjö     | Hudiksvall/Ljusdal | Nordanstigs kommun                       | Namnändrades 1973 till Nordanstig |

## Västernorrlands län
| Kod  | Kommunblock  | A-region           | Motsvarar idag                                       | Anmärkning                                  |
| ---- | ------------ | ------------------ | ---------------------------------------------------- | ------------------------------------------- |
| 2201 | Ånge         | Sundsvall          | Ånge kommun                                          |                                             |
| 2202 | Sundsvall    | Sundsvall          | Sundsvalls kommun (del av)                           | Utvidgades 1970                             |
| 2203 | Matfors      | Sundsvall          | Sundsvalls kommun (del av)                           | Införlivades 1970 med Sundsvall             |
| 2204 | Timrå        | Sundsvall          | Timrå kommun Sundsvalls kommun (del av)              | Minskades 1970                              |
| 2205 | Härnösand    | Härnösand/Kramfors | Härnösands kommun                                    |                                             |
| 2206 | Kramfors     | Härnösand/Kramfors | Kramfors kommun                                      |                                             |
| 2207 | Sollefteå    | Sollefteå          | Sollefteå kommun (del av)                            | Utvidgades 1970                             |
| 2208 | Ramsele      | Sollefteå          | Sollefteå kommun (del av) Strömsunds kommun (del av) | Delades 1970 mellan Sollefteå och Strömsund |
| 2209 | Örnsköldsvik | Örnsköldsvik       | Örnsköldsviks kommun                                 |                                             |

## Jämtlands län
| Kod  | Kommunblock  | A-region  | Motsvarar idag                                        | Anmärkning                                                                     |
| ---- | ------------ | --------- | ----------------------------------------------------- | ------------------------------------------------------------------------------ |
| 2301 | Hammarstrand | Östersund | Ragunda kommun                                        | Namnändrades 1973 till Ragunda                                                 |
| 2302 | Bräcke       | Östersund | Bräcke kommun                                         |                                                                                |
| 2303 | Östersund    | Östersund | Östersunds kommun (del av) Åre kommun (del av)        | Utvidgades 1968 Minskades 1970                                                 |
| 2304 | Lit          | Östersund | Strömsunds kommun (del av) Östersunds kommun (del av) | Minskades och namnändrades 1968 till Hammerdal Införlivades 1970 med Strömsund |
| 2305 | Strömsund    | Östersund | Strömsunds kommun (del av)                            | Utvidgades 1970                                                                |
| 2306 | Krokom       | Östersund | Krokoms kommun                                        |                                                                                |
| 2307 | Järpen       | Östersund | Åre kommun (del av)                                   | Utvidgades 1970 Namnändrades 1973 till Åre                                     |
| 2308 | Svenstavik   | Östersund | Bergs kommun                                          | Namnändrades 1971 till Berg                                                    |
| 2309 | Sveg         | Östersund | Härjedalens kommun                                    | Namnändrades 1973 till Härjedalen                                              |

## Västerbottens län
| Kod  | Kommunblock | A-region   | Motsvarar idag                 | Anmärkning |
| ---- | ----------- | ---------- | ------------------------------ | ---------- |
| 2401 | Umeå        | Umeå       | Umeå kommun                    |            |
| 2402 | Nordmaling  | Umeå       | Nordmalings kommun             |            |
| 2403 | Vindeln     | Umeå       | Vindelns kommun                |            |
| 2404 | Vännäs      | Umeå       | Bjurholms kommun Vännäs kommun |            |
| 2405 | Robertsfors | Umeå       | Robertsfors kommun             |            |
| 2406 | Skellefteå  | Skellefteå | Skellefteå kommun              |            |
| 2407 | Norsjö      | Skellefteå | Malå kommun Norsjö kommun      |            |
| 2408 | Lycksele    | Lycksele   | Lycksele kommun                |            |
| 2409 | Storuman    | Lycksele   | Storumans kommun               |            |
| 2410 | Sorsele     | Lycksele   | Sorsele kommun                 |            |
| 2411 | Vilhelmina  | Lycksele   | Vilhelmina kommun              |            |
| 2412 | Åsele       | Lycksele   | Dorotea kommun Åsele kommun    |            |

## Norrbottens län
| Kod  | Kommunblock | A-region         | Motsvarar idag     | Anmärkning |
| ---- | ----------- | ---------------- | ------------------ | ---------- |
| 2501 | Piteå       | Piteå            | Piteå kommun       |            |
| 2502 | Älvsbyn     | Piteå            | Älvsbyns kommun    |            |
| 2503 | Arvidsjaur  | Piteå            | Arvidsjaurs kommun |            |
| 2504 | Arjeplog    | Piteå            | Arjeplogs kommun   |            |
| 2505 | Luleå       | Luleå/Boden      | Luleå kommun       |            |
| 2506 | Boden       | Luleå/Boden      | Bodens kommun      |            |
| 2507 | Jokkmokk    | Luleå/Boden      | Jokkmokks kommun   |            |
| 2508 | Kalix       | Haparanda/Kalix  | Kalix kommun       |            |
| 2509 | Överkalix   | Haparanda/Kalix  | Överkalix kommun   |            |
| 2510 | Haparanda   | Haparanda/Kalix  | Haparanda kommun   |            |
| 2511 | Övertorneå  | Haparanda/Kalix  | Övertorneå kommun  |            |
| 2512 | Pajala      | Kiruna/Gällivare | Pajala kommun      |            |
| 2513 | Gällivare   | Kiruna/Gällivare | Gällivare kommun   |            |
| 2514 | Kiruna      | Kiruna/Gällivare | Kiruna kommun      |            |